# Şeref Osmanoğlu
Şeref Osmanoğlu, tidigare Sjeryf "Sjera" El-Sjeryf (ukrainska: Шериф Эль-Шериф, Sjeryf El-Sjeryf), född 2 januari 1989 i Simferopol, Ukrainska SSR, Sovjetunionen, är en turkisk friidrottare som tävlar i längdhopp och tresteg.
El-Sjeryf hoppade redan som 16-åring 16,18. Men sedan hämmade skador utvecklingen för honom fram till säsongen 2011 där han fick sitt genombrott när han vann tresteg vid U23-EM 2011 i Ostrava. När säsongen började var hans personlige rekord 16,42/16,60i och i enda tävlingen före Ostrava hade han haft 16,92. 17,72-hoppet kom i sjätte och sista omgång och var en riktig fullträff, men han hade redan tidigare i tävlingen höjt sitt personliga rekord två gånger till 16,95 och 17,04 med mycket kvar vid plankan. 
El-Sjeryfs far är en sudanesisk militärläkare som tidigare var bosatt i Ukraina; hans mor är ukrainsk. Han yngre syster Fatima är före detta gymnast och en känd ukrainsk modell. 
Sjeryf El-Sjeryf blev 3 juni 2013 medborgare i Turkiet, och tog då det nya namnet Şeref Osmanoğlu. Den 2 juni 2014 kunde han börja tävla för Turkiet.
El-Sheryf har tränats av Aleksandr Apajtjev.

## Personliga rekord
- Längdhopp: 7,99 meter
- Tresteg: 17,72 meter

### Bästa resultat för Turkiet
- Längdhopp: 6,99 +1.2 Izmir, Turkiet, 3 juni 2014
- Tresteg: 15,76 +1.8 Izmir, Turkiet, 4 juni 2014